# Ân xá
Ân xá (tiếng Đức: Amnestie từ tiếng Hy Lạp cổ amnēstia, quên, tha thứ) về mặt pháp lý là đặc ân của nhà nước trong việc miễn giảm trách nhiệm hình sự hoặc hình phạt với người phạm tội. Nó không hẳn có nghĩa là người phạm pháp được xóa bỏ án tích.

## Hình thức ân xá theo pháp lý

### Đại xá
Ân xá khi được thực hiện như là một biện pháp khoan hồng của nhà nước đối với hàng loạt người phạm tội nhằm tha thứ tội lỗi hoàn toàn và triệt để cho một số loại tội phạm nhất định nhân một sự kiện chính trị quan trọng được gọi là đại xá (Generalamnestie). Nó thường thuộc thẩm quyền của quốc hội.

### Đặc xá
Ân xá được gọi là đặc xá (Spezialamnestie) khi nói về một biện pháp khoan hồng do nguyên thủ quốc gia (Chủ tịch nước, Tổng thống, Vua) thực hiện, có tác dụng tha tội hoặc giảm án cho phạm nhân nào đó. Việc xét đặc xá bao gồm xét đặc xá tha tù và xét ân giảm án tử hình. Ngoài những trường hợp đặc biệt, nó thường xảy ra vào các ngày lễ lớn.

## Công giáo Rôma
Theo Công giáo Rôma, ân xá (tiếng Đức: Ablass, tiếng Anh: Indulgence) là việc tha trước mặt Thiên Chúa hình phạt tạm thời phải chịu vì các tội đã được xóa bỏ. Kitô hữu nào đã được chuẩn bị đầy đủ và đã thực hiện một số điều kiện đã được ấn định, thì được hưởng ơn tha thứ nầy nhờ sự trợ giúp của Giáo hội; với tư cách là thừa tác viên ơn cứu chuộc, Giáo hội dùng quyền mình để phân phát và áp dụng kho tàng đền tội của Đức Kitô và các Thánh. Ân xá không tha thứ các tội lỗi đã phạm, nhưng ân xá xóa các hình phạt tạm gây ra bởi tội lỗi đã phạm; còn tội thì được tha thứ qua Bí tích Giải tội.
Ân xá được gọi là tiểu xá khi chỉ tha có một phần hình phạt; ân xá được gọi là toàn xá, tha hoàn toàn hình phạt tạm phải chịu vì tội.